# Oppidum du Vieux Reims
À ne pas confondre avec la ville antique de Reims
L'oppidum du Vieux-Reims, ou oppidum du Vieux-Reims, également appelé oppidum de Condé-sur-Suippe/Variscourt et oppidum de Variscourt, est ancien établissement protohistorique fortifié Rème situé sur le territoire des communes de Condé-sur-Suippe, de Variscourt et de Guignicourt, dans le département de l'Aisne.
Le site se présente comme un « oppidum de confluent », dont l'un des angles se trouve à la jonction de l'Aisne avec la Suippe, et comme « oppidum de plaine », partiellement enclos d'un puissant rempart doublé d'un fossé, la ville fortifiée installée et construite sur une terrasse alluviale.
L'occupation et l'utilisation de l'oppidum rème du Vieux-Reims, classé parmi les oppida fortifiées de « phases 1 et 2 », s'étendent sur une courte période, datées de la Tène « D1B », aux IIe et Ier siècles av. J.-C., chronologiquement établies, grâce aux datations de l'instrumentum — céramiques, monnaies, objets de parure écofacts et restes osseux — recueilli ainsi qu'aux analyses de résidus de bois, entre 120/110 et 90/80 av. J.-C.,,,,,,,.
Des restes de poteaux, de puits, de cheminées et d'entrepôts et des vestiges de bâtiments domestiques ont été mis en évidence. Le petit mobilier est notamment documenté par des poteries datées de 120 à 90 av. J.-C. La découverte et mise au jour de bassins suggère que le sel est, à l'époque, extrait sur place,,.
Aux abords immédiats de l'oppidum, la zone recouvrant la confluence de l'Aisne avec la Suippe a été utilisée de l'époque néolithique jusqu'au tout début de l'époque gallo-romaine,. Situés extramuros de l'ancienne ville rème, les vestiges d'une nécropole, datés de l'âge du bronze, ont été découverts,,,.
Des fouilles régulières ont été effectuées sur le site depuis le milieu du XIXe siècle,,. Le site du Vieux Reims est inscrit au titre des monuments historiques par arrêté du 27 juillet 1992. Plus de la moitié de l'oppidum, dont les vestiges et les terrains ont été affectés par plusieurs aménagements d'époque contemporaine — creusement du canal latéral à l'Aisne, construction de la ligne ferroviaire reliant Laon à Reims, installations de bassins d'extraction de graviers et de sable, construction et activités industrielles d'une sucrerie, mise en œuvre de l'A26 —, est actuellement détruite jusqu'à plus d'un mètre de profondeur,,,,,.

## Contexte géographique et archéologique

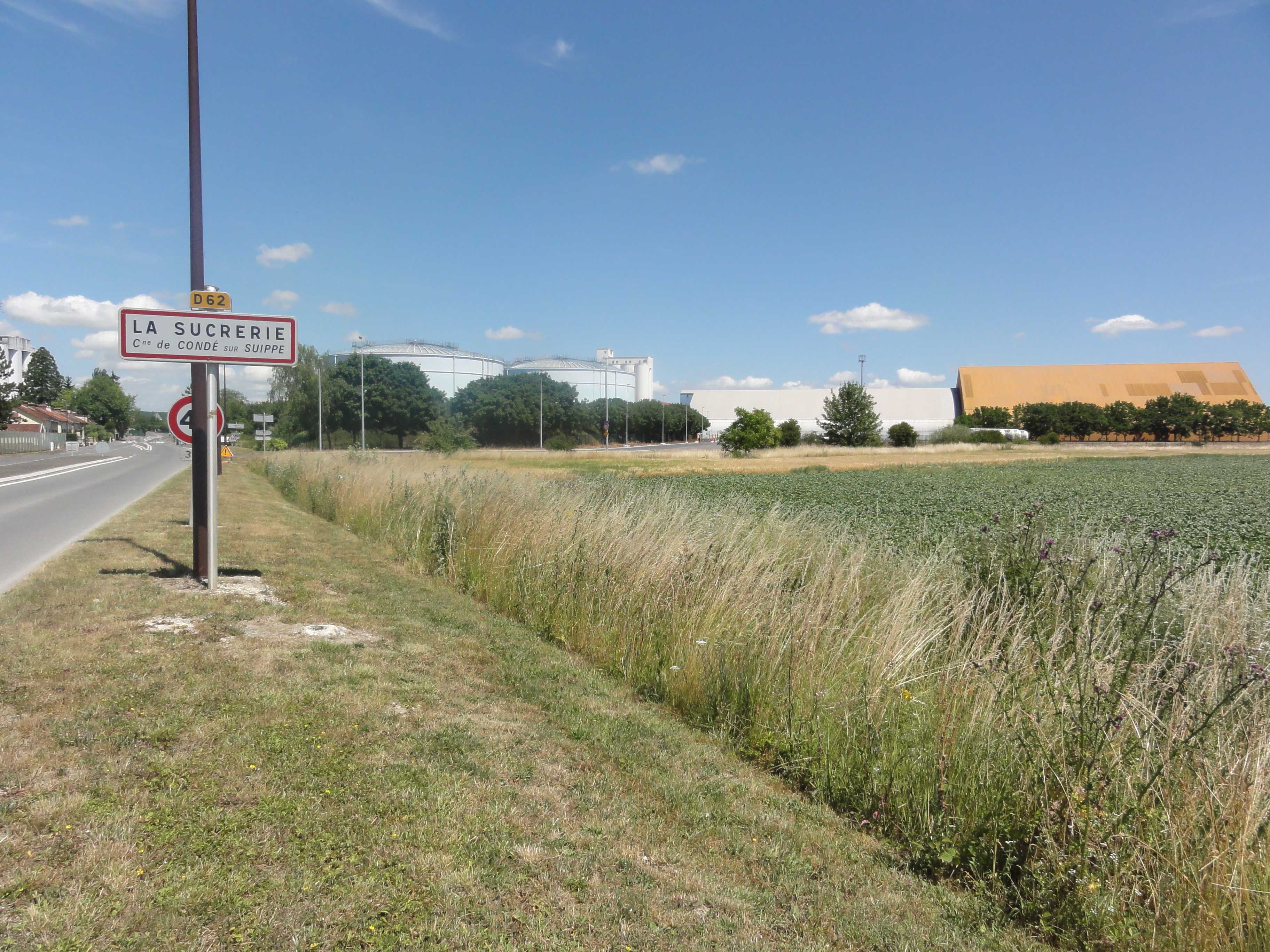
« La Sucrerie », commune de Condé-sur-Suippe, à la limite de Guignicourt, lieu-dit dont les terrains sont englobés par le site du Vieux Reims et ayant fait l'objet de campagnes de fouilles,,,.

Le site archéologique, qui s'inscrit au point de confluence de la Suippe et dont la surface s'étend en majeure partie sur la rive gauche de l'Aisne, se trouve à cheval sur les communes aisnoises de Condé-sur-Suippe, Variscourt et Guignicourt,,. Il est situé à 37 km en axe est de la ville de Laon. Le site est borné par la commune d'Aguilcourt, au sud,. Le méandre formé par le cours de l'Aisne au niveau local, délimitant le Vieux Reims au Nord et à l'Est, fournit au site une défense naturelle. Ses terrains occupent une terrasse alluviale s'échelonnant sur l'interfluve de la rivière avec son confluent,.
L'oppidum est, à vol d'oiseau, distant de 17 km de Durocortorum en axe nord. Les deux sites sont reliés par une via romana de plus de 10 m de large traversant successivement, du nord au sud, les communes de Sissone, Mons-en-Laonnois, Condé-sur-Suippe et Courcy,. L'ancien habitat fortifié se place également à environ 3 km en direction de l'est/sud-est du « camp de Mauchamp »,, ainsi qu'à 35 km en axe ouest du site archéologique d'Acy-Romance.
Le plan cadastral de l'époque napoléonienne, exécuté, en ce qui concerne les communes de Guignicourt et Variscourt, en 1832, puis des photographies aériennes, réalisées en 1976 et 1977, permettent de documenter, de restituer et d'estimer l'étendue du site,,, en grande partie détruit durant le XIXe siècle en raison de la mise en œuvre de grands travaux d'infrastructures tels que le creusement du canal latéral à l'Aisne, la construction de la ligne ferroviaire reliant Laon à Reims, la création d'un bassin d'extraction de graviers et la construction d'une sucrerie,,.

Plans cadastraux napoléoniens
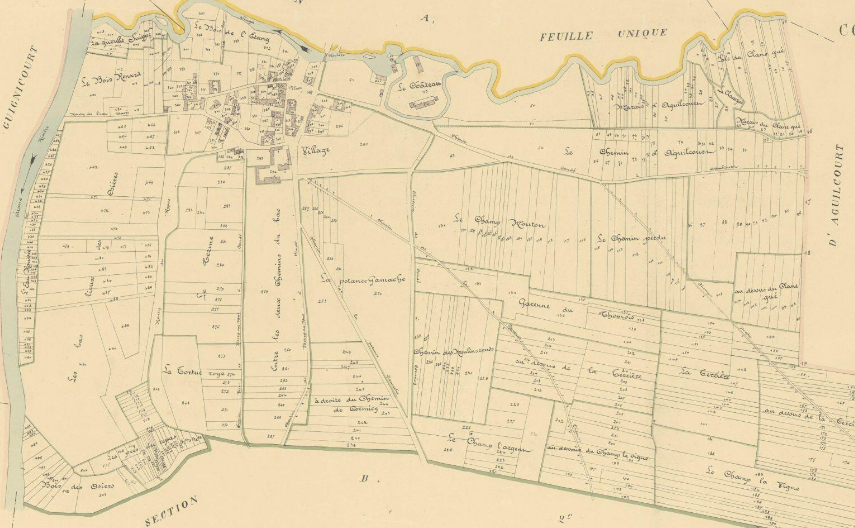
Feuille de plan cadastral napoléonien de Condé-sur-Suippe.
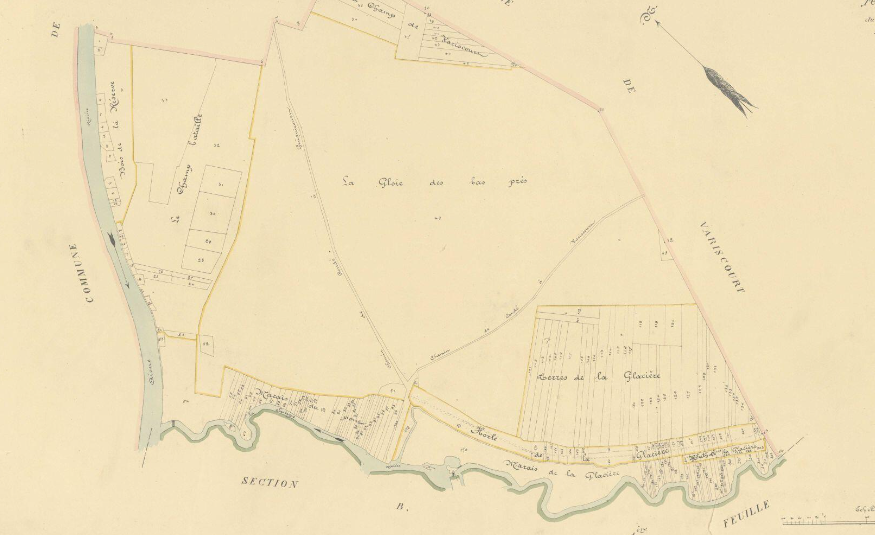
Feuille de plan cadastral napoléonien de Condé-sur-Suippe.
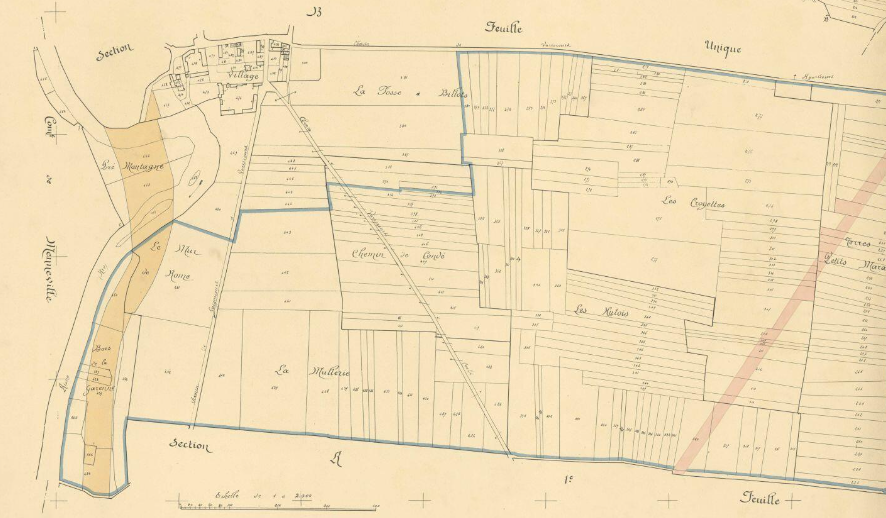
Feuille de plan cadastral napoléonien de Variscourt.
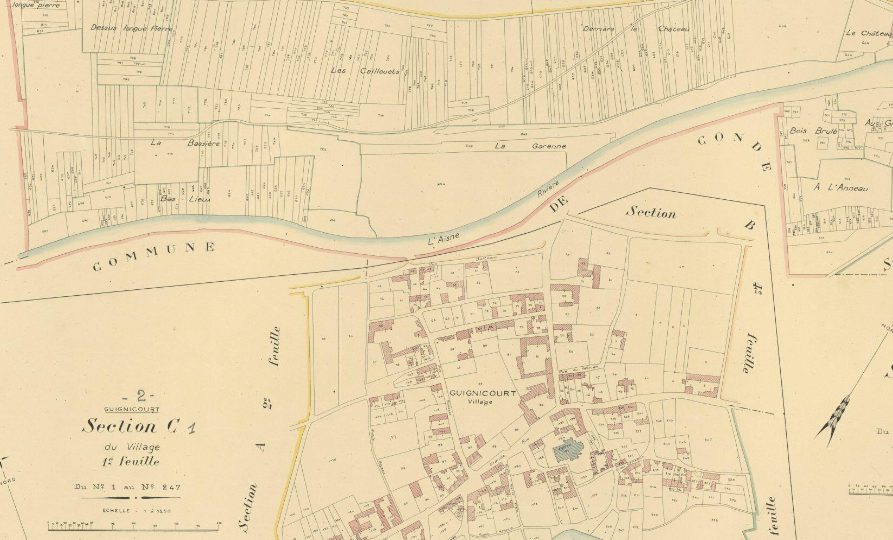
Feuille de plan cadastral napoléonien de Guignicourt.
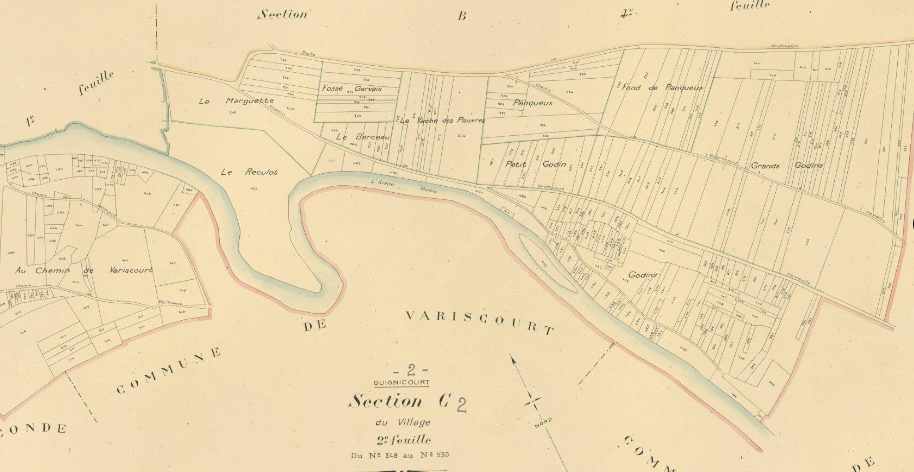
Feuille de plan cadastral napoléonien de Guignicourt.

## Toponymie

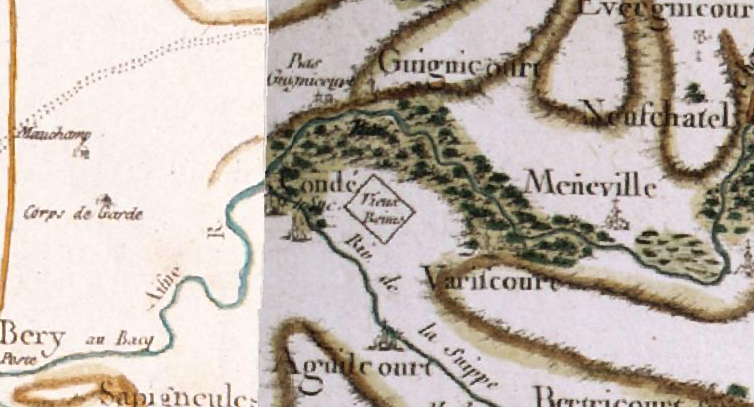
Le site du Vieux Reims, sur la carte de Cassini.

La première mention attestée du toponyme « Vieux Reims », connu sous cette forme qu'à partir de 1700, est documentée qu'à partir du milieu du XVIIIe siècle, avec la carte de Cassini. À l'instar du « Vieux-Laon » et du « Vieux-Chalons », ce toponyme trouve probablement son origine au sein documents ecclésiastiques des IXe – XIIIe siècle et reflète « une interprétation, savante et populaire », de vestiges datant de la campagne militaire de César en Gaule belgique et visibles in situ durant le moyen-âge.

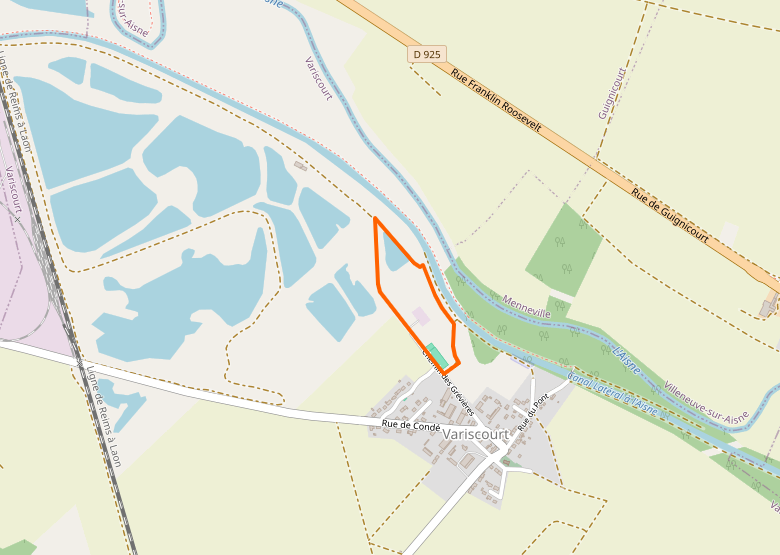
Le lieu-dit Mur de Rome, à Variscourt (ici sur la carte délimité par une ligne orange).

Dans plusieurs chartes datées des XIIe – XIIIe siècle, le site est mentionné par les termes « oppide de Condé » et « Condatense oppidum ».
Les études microtoponymiques de l'aire englobée par le Vieux Reims révèlent l'existence du lieu-dit « Murs de Rome », nom qui fait écho à une possible occupation du site par le légat Quintus Titurius Sabinus, celui-ci y ayant, dans cette hypothèse, installé un camp romain,,,. La partie nord-ouest du site est localement connue sous les termes « La Bataille », autre toponyme donné au « Gué Saint-Pierre »,. Le lieu-dit « La Bataille » renverrai au passage à gué de l'Aisne par les troupes romaines avant de se confronter à celles menées par Galba, postulat énoncé par quelques historiens, mais non confirmé,,.
Le cadastre napoléonien permet de recenser d'autres toponymes du territoire couvert par le site : « le Horle de la Glacière », « à l’anneau », « les Bas Lieux de Variscourt », « le Bois de la Garenne », « Bas du Mont de Reims » et « le Champ Bataille », lieux-dits bornant ou se trouvant à proximité immédiate de l'enceinte fortifiée ;  « le Clane Gué », ou « Isle du Clane Gué », qui, à l'instar du « Gué Saint-Pierre », est probablement un lieu-dit lié à un ancien passage à sec de la Suippe ; « Le Marais du Pont », « Le Marais de la Glacière », « le Marais du Clane Gué » et « le Petit Marais », lieux-dits liés à d'anciennes zones marécageuses situées entre les fortifications et l'affluent de l'Aisne.

## Histoire

### Utilisation et occupation du site

#### Chronologie et datation
L'utilisation de l'oppidum rème du Vieux-Reims, classé parmi les oppida fortifiées de « phases 1 et 2 », s'étendent sur une courte période, datées de la Tène « D1B », aux IIe et Ier siècles av. J.-C.,,,,,,,. Après la campagne de fouilles de 1987-1988, la chronologie d'utilisation de l'oppidum du Vieux Reims est dans un premier temps estimée dans une fourchette allant de 100/90 à 60/50 av. J.-C., datation effectuée par méthode comparative avec du mobilier mis en évidence sur des sites excavés localisés dans la même région ; cette datation, ultérieurement affinée et réévaluée grâce aux analyses études de l'instrumentum — céramiques, monnaies, objets de parure, écofacts et restes osseux — recueilli ainsi qu'aux analyses de résidus de bois, se trouve établie à 120/110 et 90/80 av. J.-C.,,,,,,,.

#### Fondation, occupation et abandon
Au cours de la période recouvrant les phases allant de La Tène C2 à La Tène D2, le Vieux Reims, avec les sites protohistoriques de Saint-Thomas (Bibrax), de Villeneuve-Saint-Germain et de Pommiers, fait partie des quatre établissements résidentiels éligibles au statut de ville/oppidum identifiés dans la moyenne vallée de l'Aisne. Durant cette période, l'oppidum de Condé-sur-Suippe/Variscourt, comme pour les trois autres oppida, s'inscrit au sein d'un maillage périurbain faiblement dense. Le phénomène d'urbanisation du Vieux Reims aurait été continu et progressif, s'étalant sur les IIe – Ier siècle av. J.-C. et probablement induit par une importante concentration d'établissements à destination essentiellement agricole. Pour autant, la fondation de l'agglomération du Vieux Reims, liée à son processus de fortification, résulte probablement d'« une décision politique délibérée », suggérant une évolution de l'occupation des lieux — dont les fouilles n'ont pas permis de mettre en évidence un « noyau » proto-urbain préexistant — subite et excluant un phénomène de synœcisme.
À l'époque de son occupation, l'oppidum de Condé-sur-Suippe/Variscourt/Guignicourt, avec une moyenne estimée de 10 lieux de résidences par hectare, compte une population s'élevant à environ 5 000 habitants,.
Pour Bernard Lambot et Patrick Casagrande, l'occupation puis l'abandon du site du Vieux Reims peuvent s'expliquer de la manière suivante :

« L'installation de l'oppidum de Condé-sur-Suippe/Variscourt dans un méandre de l'Aisne est un choix certainement conditionné par cette nécessité d'importer du combustible et du bois de charpente par flottage, solution bien plus commode que par voie terrestre qui limite le poids, le volume et les dimensions. Les cours d'eau secondaires, là ou la vallée est suffisamment large pour être exploitée, ont été prioritairement occupés avant de perdre de leur intérêt par la multiplication des chemins et l'établissement de grands axes [terrestres] traversant la plaine déboisée. »

— Bernard Lambot et Patrick Casagrande, Revue archéologique de Picardie, 1996, p. 24.
Cette analyse est renforcée par l'emplacement du site de Durocortorum, estimé, selon Chossenot, Pinnelli et Valette, plus propice que celui du Vieux-Reims à l'aménagement d'un « grand carrefour » de voies terrestres, plus efficientes que les voies fluviales, et facilitant ainsi les relations commerciales de la civitas remi avec les cités suessionne et trévire.

D'autre part, Lambot et Casagrande soulignent également que : 

« L'absence de mention de la part de César de cet important habitat, à quelques kilomètres de la bataille de l'Aisne, vient indirectement confirmer son abandon depuis un certain temps avant cet événement. »

— Bernard Lambot et Patrick Casagrande, Revue archéologique de Picardie, 1996, p. 22.
Enfin, la désertion subite de l'oppidum par ses occupants, après un important réaménagement selon un axe d'orientation sensiblement différent de celui d'origine, n'a très probablement pas été induite par un fait historique d'ampleur, l'hypothèse d'un mouvement concerté de sa population, préalable à la fondation de Durocortorum, demeurant un postulat privilégié, bien que non attesté. Les vestiges d'un établissement mis en évidence à proximité de la commune de Bergnicourt, au sein de la plaine alluviale de l'Aisne, entre les cours de la Suippe et de la Retourne, possiblement dépendant l'aire d'influence de la ville protohistorique du Vieux Reims, pourrait constituer un indice allant dans ce sens.

#### Ancienne capitale des Rèmes avant la fondation de Durocortorum?
Si le statut du Vieux Reims comme « capitale » ou comme « chef-lieu » de la cité rème à l'époque laténienne, avant la conquête romaine, a été avancé,, ou formulé comme hypothèse, notamment en raison de son toponyme, de son étendue — par comparaison, Durocortorum se déploie, lors de sa constitution vers le milieu du Ier siècle av. J.-C., sur une superficie de 110 ha, soit inférieure de 60 ha à celle de la ville protohistorique aisnoise —,,,, de sa production monétaire ainsi qu'une potentielle corrélation entre son emplacement et celui du Bibrax mentionné par César,,, ce postulat a été infirmé compte tenu des données historiques conjuguées aux données archéologiques,,, et l'oppidum de Condé-Sur-Suippe/Variscourt/Guignicourt est, à minima, considéré en tant que « place forte », voire éligible au rang de « site principal » de la civitas remi.

### Historique des découvertes et fouilles

#### Connaissance de l'oppidum antérieure à l'époque contemporaine
L'oppidum est connu à travers les archives d'époques médiévale et moderne de Variscourt par les toponymes « le Mont d’Airain », «
le vieux Rains », « le vieux Rheims », « le chemin d’airain », « le Mur de Rome ». Quelques éléments épars, fournis par l'étude de documents ecclésiastiques et seigneuriales, tels que la mention d'un « mont fendu », en 1650 et la mention d'un « bland guet » situé sur le territoire de Condé-sur-Suippe, entre la rivière homonyme et la limite avec la paroisse d'Aguilcourt, concourrent à indiquer que l'existence (au sens matériel et au sens nominatif) de l'oppidum est connue au cours du XVIIe siècle.
Le siècle suivant, en date du 26 janvier 1766, un livre terrier émis par l'archidiocèse de Reims, mentionne l'existence d'« une terre budant au couchant au « mont dairain » ou « vieux rains » ». Ce document confirmerai que le terme "airain" devient, à partir de cette époque, le toponyme usuellement employé pour désigner l'oppidum.

#### Fouilles et découvertes auXIXesiècle
En date du 26 septembre 1873, au sein d'une carrière sise à Condé, ou à la limite de Variscourt et de Guignicourt et se trouvant à proximité de la ligne ferroviaire reliant Reims à Laon, un ouvrier découvre fortuitement un vase noir profond de 30 à 40 cm contenant 50 pièces ou 150 en bronze recouvert d'or d'un poids total de 310 g,,,. Après signalement de la découverte, les monnaies de ce trésor, de fabrication ambienne ou morin — un œil ouvert gravé sur l'arvers, un cheval galopant associé des figures en forme de « globules » et une rouelle représentés sur le revers —, font l'objet d'un dépôt le 4 novembre de la même année par l'Administration des chemins de fer de l'État puis d'une conservation au musée des Antiquités nationales pour deux d'entre elles et aux musées de Reims, de Laon et de Soissons pour les autres,,,.

#### Fouilles et découvertes auXXesiècle

##### Des années 1960 jusqu'à la fin des années 1970
Au cours des années 1960, les Lachaud, un couple d'archéologues amateurs originaire de la région, opèrent des fouilles de sauvetage sur une zone de terrains incluse au sein du périmètre couvert par le site du Vieux Reims, un bassin d'extraction de gravier, alors inondé,,,,. Le couple d'industriels Rémois parvient à collecter un important instrumentum se composant notamment de disques en céramique, certains aménagés d'un trou, dont la vocation est, à l'époque, indéterminée ; des couteaux ; de poteries fines ; et divers artéfacts à destination domestiques,,. Le mobilier découvert, daté de La Tène III et qui est présenté à la Société archéologique champenoise,, permet d'identifier des structures partiellement détruites par la mise en chantier de la gravière,,. Le site du Vieux Reims n'est alors plus considérer comme un camp romain, ainsi qu'il a été précédemment identifié par Piette, Melleville, Blanchet, Fleury et Baudet au cours du XIXe  et début du  XXe siècle, mais en tant que « ville gauloise »,,.
Dans la seconde moitié des années 1970, en 1977 et 1978, deux campagnes de fouilles préventives, la première exécutée à la suite d'un aménagement d'un bassin de décantation de la sucrerie, affectant la portion du site archéologique située à la limite de Condé-sur-Suippe et de Variscourt ; la seconde concernant une zone triangulaire de 1 200 m2 comprise entre la ligne ferroviaire Laon-Reims, la RD623 et un sentier de pleine terre longeant le bassin. Ces deux opérations de sauvetage permettent de mettre en évidence d'une part deux imposantes fosses dont le mobilier associé comprend des tessons d'amphores romaines importées, d'autre part des structures domestiques (habitat) et agricoles nivelées dont les vestiges sont révélés par des trous de poteaux, des fossés de palissades, des fosses en forme de rectangle ou d'ovale et un puits d'environ 2 m de diamètre. Le mobilier associé aux structures investiguées lors de la campagne de fouilles de 1978 se compose de scories métalliques, de poteries fines locales datées de La Tène III et fabriquées au tour, des pesons, des rouelles conçues en bronze et des moules à rouelles.

##### De la fin des années 1970 jusqu'à la fin des années 1980
Les travaux de fouilles se poursuivent les deux années suivantes, les terrains investigués pour la seule année 1979 concernant près de 20 ha et celle de 1980 intéressant une surface d'environ 30 ha. Les fouilles conduites en 1979 permettent de révéler des résidus et restes témoignant de l'aménagement d'ateliers artisanaux — soles de fours, scories, pesons, fosses, fragments metalliques —. Les excavations de 1979 mettent en évidence les éléments d'une longue palissade délimitant ce secteur à vocation artisanal de la zone contigüe, quartier destiné aux habitations. Les fouilles de 1980 permettent de mettre au jour les vestiges de lieux de résidence disposés le long d'une voie de circulation, mais également un mobilier notamment constitué d'amphores de type Dressel IA et IB, de fibules et des potins dits « au lutin » (frappés postérieurement à 52 av. J.-C.), complétant le corpus de monnaies « à l'œil » (frappées après 58 av. J.-C.) recueillies en 1979. En outre, le résultats des recherches réalisées à la fin des années 1970 et 1980 conduisent à établir une importante analogie avec l'oppidum de Villeneuve-Saint-Germain et celui du Vieux Reims, tant par le type d'organisation spatiale des différents quartiers d'activités que par leur séquence stratigraphique au niveau laténien.
En 1981, une troisième campagne de fouilles préventives concerne cette fois-ci un secteur d'une étendue totale d'un hectare, au lieu-dit de « La Gloie des Bas Prés », situé au voisinage de la sucrerie,. Outre l'apport de précisions ayant trait aux datations d'occupation et d'abandon de l'oppidum ainsi que de son organisation urbaine, ce chantier archéologique a permis de dégager des habitats, des cours, des structures d'entreposage, des puits, les vestiges d'un atelier monétaire, de nombreux écofacts (34 000) et divers artéfacts dont des amphores d'origine italique,.
Avec la mise en œuvre de l'A26 à travers le territoire de l'Aisne à partir de 1986, de nouveaux travaux de fouilles préventives sont entrepris en 1987,,,,,,. Les fouilles de 1987-1988, qui portent sur une zone de 2-2,5 ha de surface excavée particulièrement dense en vestiges (bâtiments agricoles et domestiques, axes de circulation, assises) et riche en mobilier (amphores romaines, fibules de type Naunheim (de) et fibules filiformes, potins et statères, objets de parure en verre), permettent de mettre en exergue et de préciser un aménagement urbain découpé en « secteurs fonctionnels » suivant un plan orthonormé probablement prédéfini,,,,,. La campagne de fouilles de la seconde moitié des années 1980 met également en lumière les relations économiques établies avec des régions méridionales, à travers l'import de vin et la présence de monnaies et d'artéfacts non locaux, ainsi que l'importance que revêt l'artisanat métallurgique au cours de l'occupation du site,,,,,.

#### Études, fouilles et recherches depuis le début des années 1990
Par arrêté ministériel du 27 juillet 1992, le site fait l'objet d'une inscription aux titre des monuments historiques sous l'intitulé « Oppidum de Variscourt ».
Dans la seconde moitié des années 1990, l'expertise du mobilier délivré par les campagnes de fouilles permet de dater le niveau archéologique d'occupation de l'oppidum,,,,,,,.
Une opération est conduite en 2009, au sein de l'ancien de l'ancien établissement de la sucrerie, une zone de l'oppidum non encore fouillée, mettant en évidence des vestiges n'ayant pas été impactés et/ou dont les couches stratigraphiques laténiennes n'ont pas été bouleversées par les aménagements et activités industriels. Afin de parachever l'étude du matériel archéologique non détruit que recèle le site du Vieux Reims, des fouilles sont menées en 2012 par une équipe de l'INRAP dans la zone occupée par l'ancienne usine sucrière, celles-ci s'inscrivant dans la continuité des précédentes interventions opérées sur terrain,.

## Description

Plans et vue aériennes de l'oppidum
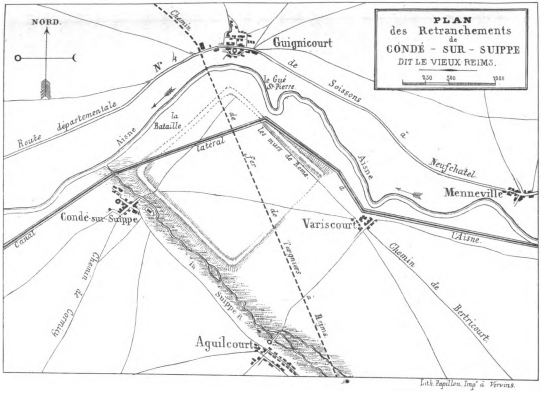
Plan au sol de l'oppidum du Vieux Reims par Amédée Piette (1856).
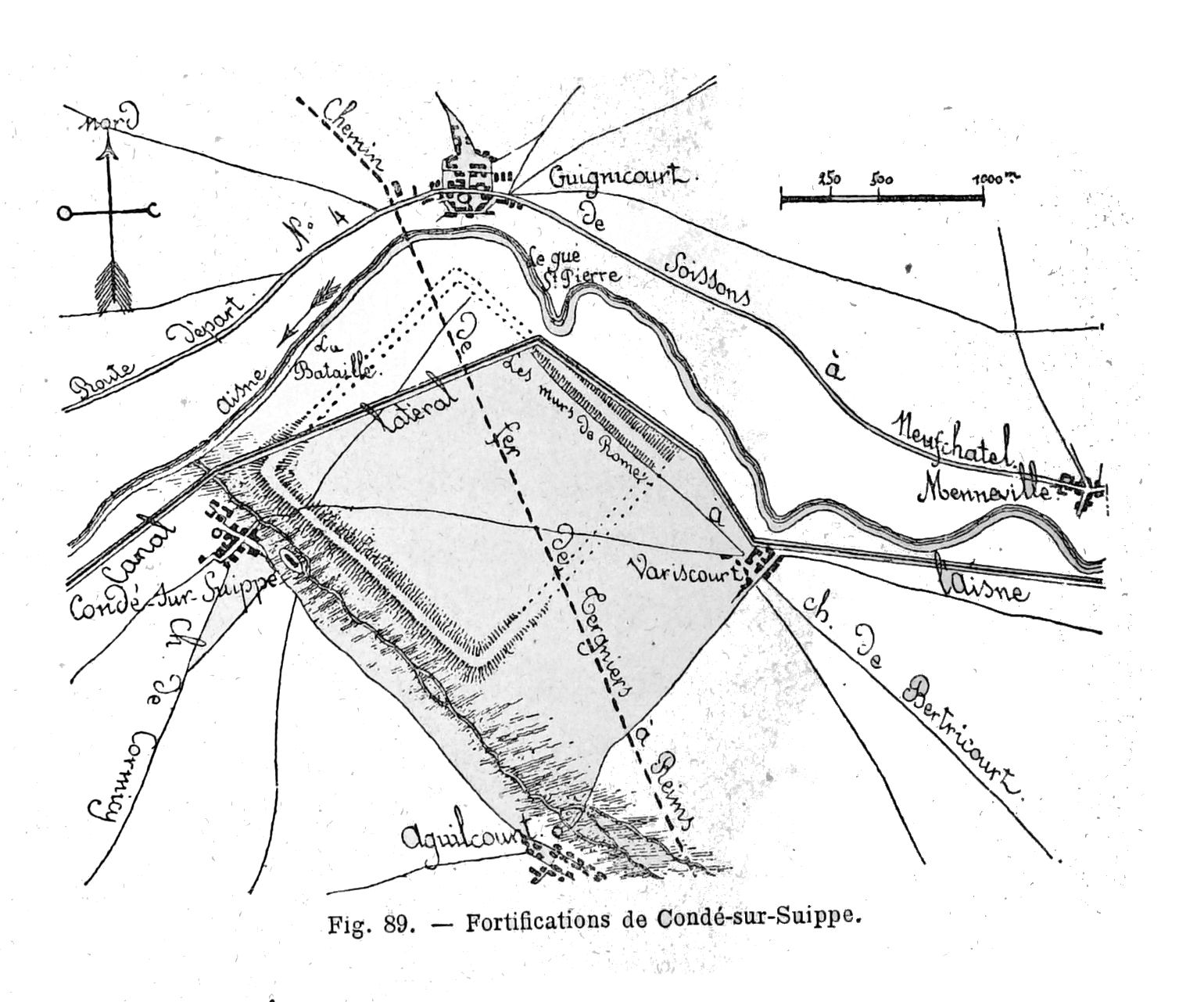
Plan au sol du site par Édouard Fleury.
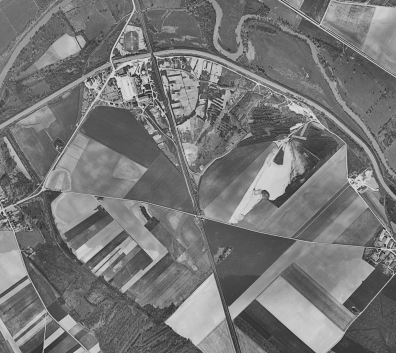
Photographie aérienne de la zone comprise en entre Condé-sur-Suippe, Variscourt et Gugnicourt (IGN, 1950-1965).
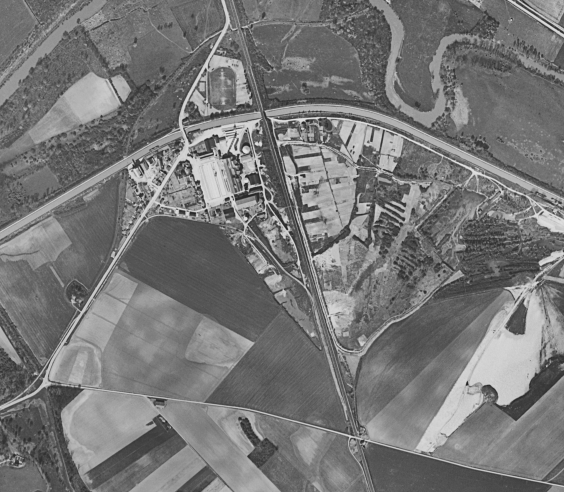
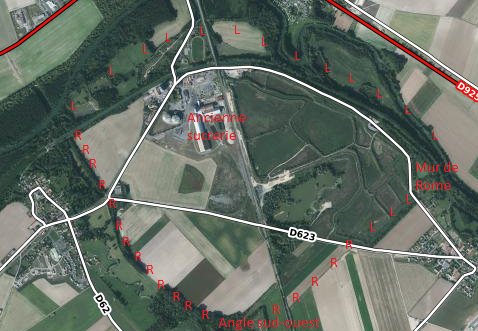
Photo aérienne de 2021 légendée, centrée sur l'oppidum du Vieux Reims.

### Vue d'ensemble
Les premières descriptions du Vieux Reims, depuis celle publiée par Amédée Piette en 1856 jusqu'à celle fournie par Pol Baudet en 1907, mettent quasi-uniformément en perspective que le site, d'une surface d'environ 110 ha, affecte une forme rectangulaire s'étendant sur une longueur comprise entre 1 300 et 1 400 m pour une largeur allant de 1 200 à 1 250 m,,,,.
Les prospections aériennes de 1976 et les fouilles préventives de 1977, permettent de déterminer que le site de l'oppidum de la période La Tène III, après décapage et bornage, concerne une superficie totale de 170 ha,,,. La ville protohistorique, en forme de quadrilatère, est enserrée par un rempart de deux à trois mètres de hauteur,, de 4 à 5 m de large — mesure estimée dans sa portion encore intacte, au lieu-dit « le Horle de la Glacière » —, se développant sur environ 2 km de long doublé d'un fossé d'enceinte,. Le murus de l'oppidum rème, qui comprend deux angles droits, les deux autres épousant le cours de la Suippe et du canal latéral de l'Aisne, est affecté d'un aspect quadrangulaire, forme et type de fortifications unique au sein du territoire celte de l'époque.

### Organisation spatiale
L'espace urbain de l'oppidum se structure autour d'une artère centrale rectiligne qui préside l'agencement du bâti en secteurs fonctionnels,. Cette voie de circulation dessert une place centrale de forme carrée dépourvue de constructions,,,. Les limites des îlots urbains et secteurs bâtis sont matérialisées par des parcelles prédéfinies qui s'étendent chacune sur une largeur de 30 à 40 m,,. Chaque parcelle est close par des palissades,. L'organisation spatiale de la ville protohistorique répond à un plan orthonormé orienté selon un axe nord-est/sud-ouest,,.

### Structures

#### Structures agricoles
Dans le périmètre fouillé du lieu-dit de La Gloie des Bas-Prés, se tiennent les vestiges arasés d'un grenier à grain, un bâtiment de forme quadrangulaire plutôt trapu mesurant 6 m de long sur 4,25 m de large, dont les quatre murs sont portés par des poteaux et sont cloisonnés par une palissade. Cet entrepôt est imbriqué à un autre bâtiment plus vaste qui se déploie sur une largeur de 7,5 m et comportant deux pièces séparées par un mur de refend.

## Mobilier archéologique

### Céramiques
Amphores
Un total de 1 214 fragments issus de 59 pièces, ont été mis en évidence lors de fouilles opérées en 1987 au sein de 179 structures. Sur les 1 214 tessons d'amphores collectés, 59 présentent un bord à lèvre, 66 sont munis d'une anse, 13 sont pourvus d'un pied et 12 présentent une épaule. Les amphores comprennent 58 pièces de type Dressel I d'origine romaine et une pièce de type Rhodienne importée d'orient.

### Mobilier métallique

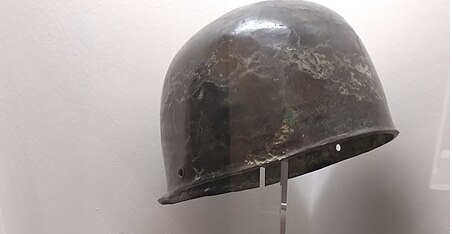
Le casque romain perforé avec protège-nuque conservé au musée de Soissons.

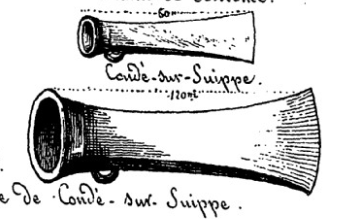
Haches à douille en bronze retrouvées sur le site du Vieux Reims.

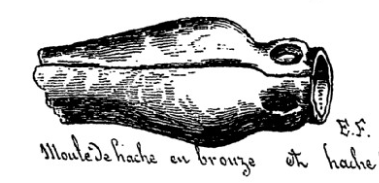
Moule bivalve en bronze.

Le corpus métallique collecté comporte un casque de type Coolus-Manheim A conçu en bronze,. Cette pièce d'armure (dénommée « le casque de Variscourt » ou le « le casque de Condé-sur-Suippe »), datée de la Tène finale (fabrication estimée entre les IIIe et Ier siècles av. J.-C.) et mise en évidence en 1961 au sein d'un ancien bassin d'extraction de gravier, affecte une forme générale de sphère mesurant de 19,45 à 21,20 cm de diamètre et de 13 cm de haut, présentant trois perforations et munie d'un couvre-nuque incliné,,,. Le casque romain est conservé au musée de Soissons,.
Le petit mobilier métallique comprend également deux haches à douille, mesurant respectivement 6 et 12 cm de long associées à un « moule bivalve », l'ensemble de ces trois artéfacts fabriqué en bronze et daté de l'âge du bronze,.

### Écofacts
Le corpus d'écofacts recueilli sur le site est documenté par un nombre de spécimens identifiés total de 31 705 restes fauniques — essentiellement osseux et issus d'espèces de grande taille —. Ces pièces fauniques témoignent des activités agraires, culinaires mais également artisanales produites sur le site durant la période protohistorique (à l'âge du bronze et, dans une plus grande mesure, à l'époque laténienne).

## Environnement archéologique extramuros et immédiat
Dans les années 1980 et 1990, en parallèle des travaux conduits sur l'oppidum, des recherches sont menées au lieu-dit « De Profondis », une parcelle jouxtant un établissement agricole rectangulaire utilisé de l'Âge du bronze à La Tène I (antérieurement repérée par le biais prospections aériennes) localisée sur la commune de Condé-sur-Suippe et faisant l'objet d'une opération d'archéologie préventive préalable à l'aménagement de l'A26,,. Les fouilles de la parcelle permettent d'exhumer les restes d'un fossé d'enclos funéraire daté de La Tène C contenant des tessons d'amphores d'origine italiques et des poteries dont la datation indique que l'enclos aurait probablement été remblayé avant la fin du IIe siècle av. J.-C.,,.
En 2006 et 2010, dans la ZAC de « L'Homme Mort », sur la commune de Guignicourt, deux opérations archéologiques, initiées après une prospection de terrain, permettent de mettre en évidence deux enclos funéraires de forme circulaire (mesurant respectivement 23 et 5 m de diamètre) et d'un espace d'habitation d'une surface de 500 m2 datés du bronze récent, deux tombes à incinération de La Tène A et deux tombes à inhumation de La Tène D2, intégrées à une structure rectangulaire prenant assise sur des poteaux et close de planches placées sur tranche alternées par des rondins,. Au sein des sépultures de La Tène finale, les archéologues ont exhumé pour l'une les restes d'un enfant, pour l'autre ceux d'un personnage de haut rang social,. Les deux tombes à inhumation mises au jour, situées sur la rive droite de l'Aisne, à une distance inférieure à 600 m du Vieux Reims, ont été creusées des dates ultérieures à celles de l'abandon de l'oppidum. Elles appartiennent à un vaste ensemble funéraire fondé à l'âge du bronze et utilisé jusqu'à La Tène récente qui peut être lié à l'existence de l'oppidum.
En 2008, au « champ Mouton », situé au sud du centre-bourg de Condé-sur-Suippe, une intervention relevant d'un diagnostic archéologique de terrains et portant sur une surface totale de 12 ha, phase préliminaire à un projet d'accroissement du territoire communal, permet d'identifier les restes de sites : l'un, une nécropole datée la fin de l'âge du bronze (utilisée d'environ 1 000 à 900 av. J.-C.), comportant, selon l'expertise des archéologues, plus d'une vingtaine de tombes à incinération ; l'autre, dont la stratigraphie est essentiellement attribuable au Haut Moyen Âge, recèle des fossés, des enclos et trous de poteau.